# 海底扇状地

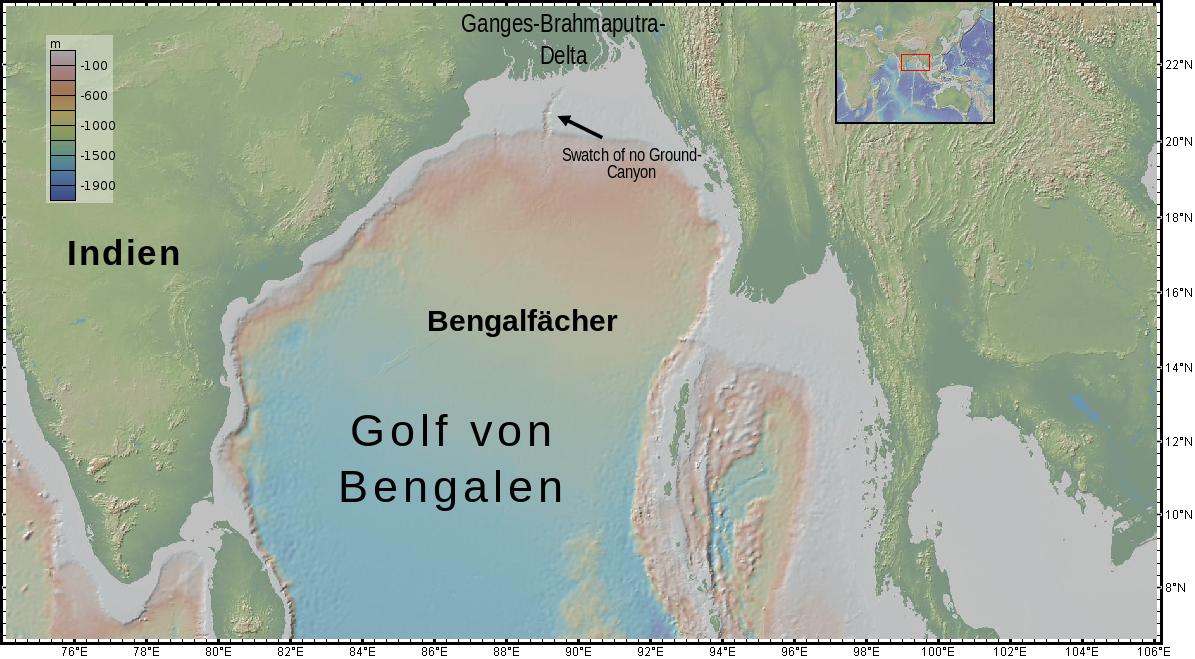
ベンガル湾とベンガル海底扇状地。地球で最大の海底扇状地とも言われ末端はこの図よりもかなり南にある。

海底扇状地（かいていせんじょうち、英語: submarine fan）とは、大陸棚などの比較的浅い海底から、海底谷を通って深海底へと流れ下る混濁流によって形成された、海面下に存在する扇状地のことである。なお、深海扇状地と呼ばれることもある。

## 成因と構造
大陸斜面のような海底の中でも特に傾斜が急な部分に堆積した堆積物は、しばしば海底の斜面を滑り落ちたり崩れ落ちたりすることがある。また、時には大陸棚の上の堆積物までもが大陸斜面を、一気に流れ下ることもある。この堆積物の流れ落ちは、地上で起こる泥流や土石流と似ているが、海中で起こっていることなので、当然ながら海水と堆積物が混合した物が流れており、これを混濁流と呼ぶ。この混濁流が発生するきっかけとして地震が挙げられるが、他に陸上で起きた洪水などで一気に大量の土砂が海に流入することなども、混濁流発生の引き金になり得ると考えられている。
大陸斜面には、陸上の谷のようにえぐれた場所が所々に存在し、これを海底谷と呼ぶ。ここを混濁流が長い期間に渡って幾度も流れ下ると、ちょうど地上にできる扇状地のように、この海底谷の部分を扇頂とする海底扇状地が形成される。
こうしてできた海底の扇状地は、陸上の山岳から流れ下る河川によって形成された扇状地と出来方は似ているものの、陸上にできる扇状地が多くの礫を含んでいるのに対して、海底扇状地は砂や泥を多く含んでいる点が異なる。つまり、陸上の扇状地は主に礫や砂によって出来ているが、海底扇状地は主に砂層と泥層の繰り返しによって出来ていると考えられている。この違いは、陸上にある扇状地の多くは、河川が山岳を直接浸食して出来た礫などを、河川がそのまま運搬してきたものが、河川の流路の傾斜が緩くなって、河川による運搬力が落ちたために、そのまま礫などが堆積しているのに対し、海底扇状地を形成する混濁流は、主に海底に堆積した砂や泥と海水の混合物による流れだからだと考えられている。なお、海底扇状地は海底に存在しているものなのにも拘らず、放散虫や珪藻のような浮遊性のプランクトンの死骸の集まりである軟泥を主成分としないのは、海底扇状地が比較的陸に近い所で形成されて、陸からの破砕物が比較的多く供給されるからだと考えられている。